# Tingierung
Tingierung ist die Farbgebung (Tinktur) der Wappen. Die der Heraldik inhärente Forderung nach Kontrastreichtum der heraldischen Kennzeichen führte zur Beschränkung der Wappendarstellung sowie des Pelzwerks, der Helmdecken und der Helmzier auf wenige Farben.

## Tinktur
Die heraldischen Tinkturen sind die zur Kolorierung verwendeten Farben. Sie werden unterschieden in die eigentlichen Farben, Metalle sowie das heraldische Pelzwerk.

„Heraldische Farben (Tinkturen), Wappen- oder Heroldsfarben, in der alten Heraldik nur sechs an der Zahl u. zwar Schwarz, Rot, Blau, Grün (u. allenfalls Purpur für die Tingierung der Prachtstücke), sowie Gold und Silber (die ‚Metalle‘), für die indes oft auch Gelb und Weiß angewendet werden. Das Schwarz ist das Elfenbein- (oder Russischschwarz), das Rot-Zinnober (in älterer Zeit auch Mennige), das blau ein helles Kobalt- (od. Berg-) Blau, das Grün das sog. Schweinfurter Grün. Für Gold nimmt man das echte Blattgold, für Silber gewöhnlich Platina, da unedle Metalle bald oxidieren.“

Bei einer Veröffentlichung einer Wappensammlung wie dem Inhalt einer Wappenrolle werden für alle Wappen die genannten Nennfarben mit gleichem Farbton abgedruckt. Da der Druck mit mehreren Farben ursprünglich sehr aufwendig war, setzte sich ein einheitliches System von Schraffuren mit Punkten und Strichen durch, so dass die bildliche Veröffentlichung von Wappen auch im Schwarz-Weiß-Druck immer richtig gelesen werden kann.
In den nachfolgenden Tabellen ist im Feld „Metall“ bzw. „Farbe“ jeweils die Farbe zu sehen und daneben die entsprechende Schraffur.

### Metalle
Gold und Silber werden in der Heraldik als Metalle bezeichnet. Gold kann durch Gelb ersetzt werden, Silber durch Weiß. In der Heraldik sind Gold und Gelb gleichzusetzen, ebenso Silber und Weiß. Gelb und Weiß erscheinen in der Heraldik deshalb unter den Metallen und nicht unter den weiter unten beschriebenen Farben.
| Metall | Deutsch     | Französisch | Englisch | Darstellung                                                                           | Schraffur   |
| ------ | ----------- | ----------- | -------- | ------------------------------------------------------------------------------------- | ----------- |
|        | Gold Gelb   | or          | or       | In der Regel Gelb. Bei Wappen wurde auch Blattgold (oder Schlagmetall) verwendet.     | gepunktet   |
|        | Silber Weiß | argent      | argent   | In der Regel Weiß. Wappen können auch in Blattsilber (oder Imitaten) ausgeführt sein. | leeres Feld |

Technische Schwierigkeiten der Wiedergabe gaben Anlass zu heraldischen Irrtümern. Silber wird durch Oxidation schwarz und Gold, das mit Mennige unterlegt werden musste, blättert ab, sodass nur die rote Grundfarbe zurückblieb. So entstand z. B. der schwarze (eigentlich silberne) Widderkopf der Familie von Rechenberg-Haugwitz.

### Farben

#### Heraldische Farben
Zu den Farben gehören per Definition Rot, Blau, Grün und Schwarz. Alle Farben werden nur in einem einheitlichen, kräftigen Grundton wiedergegeben. Variationen wie Lichtblau, Königsblau, Tiefblau sind bei Einzeldarstellungen (etwa über einem Portal) durchaus zulässig, heraldisch maßgeblich bleibt jedoch alleine das „Blau“.
| Farbe | Deutsch | Französisch | Englisch | Darstellung, Anmerkungen | Schraffur                            |
| ----- | ------- | ----------- | -------- | --- | ------------------------------------ |
|       | Blau    | azur        | azure    | Lasur vom Halbedelstein Lapislazuli (Tiefblau), selten auch Azurit (Türkisblau) | waagerechte Linien                   |
|       | Rot     | gueules     | gules    | Zinnober, nicht zulässig sind Rosa oder Karmin (Purpurrot). In Ausnahmen wird damit auch das Pelzwerk „Marder“ dargestellt. Gueule bedeutet im modernen Französisch Rachen. | senkrechte Linien                    |
|       | Schwarz | sable       | sable    | Die französische und englische Bezeichnung sable bezieht sich ursprünglich auf das schwarze Fell des Zobels. Die Wörter sable und Zobel stammen von demselben slawischen Wort ab. | gegittert (oder vollflächig schwarz) |
|       | Grün    | sinople     | vert     | Sinopia ist eine rotbraune Naturfarbe, benannt nach Sinope in Kleinasien. Entsprechend war sinople in der französischen Blasonierung ursprünglich ein roter Farbton. Aus unbekannten Gründen wechselte die Bedeutung im 14. Jahrhundert, sinople bedeutet seither „Grün“. Zuvor war vert – noch heute das übliche französische Wort für Grün – die Bezeichnung für Grün auch bei Wappen gewesen. Die englische Heraldik übernahm wiederum das französische vert. | Linien schräg nach unten             |

#### Natürliche Farben
Andere Farben werden vermieden und treten meist nur für untergeordnete Bestandteile von Wappen auf. Eine abweichende Tinktur bei gemeinen Figuren wird gern als „in natürlichen Farben“ blasoniert, womit der Farbton meist hinreichend bestimmt ist, etwa bei Fell (braun), Haut (rosa) oder Mauern (grau). Die Wiedergabe von Wappenfiguren in natürlichen Farben widerspricht an sich den Grundsätzen heraldischer Darstellung und kommt daher selten vor, z. B. bei Tieren und Menschen. Diese Naturfarben sind der Regel des Wechsels von Metall und Farben nicht unterworfen.
Die natürlichen Farben sollten in die nächstliegende heraldische Farbe umgesetzt werden. Ein Baumstamm wäre dann nicht braun, sondern rot zu färben. Im Übrigen ist es zulässig, alle Gegenstände in allen heraldischen Farben zu färben. So kann ein Löwe grün oder blau sein.
Für die abweichende Farbgebung hat sich ebenfalls eine einheitliche Schraffur durchgesetzt.
| Farbe | Deutsch               | Französisch                                  | Englisch                                            | Anmerkungen | Schraffur                                                   |
| ----- | --------------------- | -------------------------------------------- | --------------------------------------------------- | --- | ----------------------------------------------------------- |
|       | Purpur                | pourpre                                      | purpure                                             | In England und Frankreich finden sich zahlreiche Beispiele für Purpur als Schildfarbe. In der deutschen Heraldik kommt Purpur jedoch nur als Tingierung von Hüten, Kronen, Wappenmänteln sowie des Helminnern vor.                                                                                              | Linien schräg nach oben                                     |
|       | Fleischfarbe Inkarnat | carnation                                    | carnation                                           | Meist in Rosa/Pink dargestellt. Die rosa Hautfarbe ist in der deutschen Heraldik verbreitet (Beispiel: Wappen der Stadt Gehren mit dem Wilden Mann). In englischen und italienischen Wappen ist sie unbekannt, in der französischen Heraldik tritt sie erst spät auf.                                           | gestrichelte senkrechte Linien                              |
|       | Eisen Grau            | acier, fer, cendré                           | cendrée                                             | Mit „Eisen“ ist die graue Eisenfarbe gemeint, nicht das Metall. Jedenfalls zählt Eisen nicht zu den Metallen der Heraldik (vgl. oben). Französisch acier bedeutet „Stahl“ bzw. „stahlfarben“, cendré bedeutet „aschfarben“.                                                                                     | gestrichelte senkrechte und gestrichelte waagerechte Linien |
|       | Braun                 | brunâtre (oder ähnliche Farbe: tanné, tenné) | brunâtre (oder ähnliche Farbe: tenné, tenny, tawny) | Anstelle des deutschen Braun (französisch und englisch: brunatre) wird besonders englisch und seltener französisch das Tenné bzw. Tanné verwendet, das in verschiedenen Farbtönen zwischen Braun und Orange auf dem Schild erscheint. Achtung: trotz der regional verschiedenen Farbtöne die gleiche Schraffur! | Linien senkrecht und schräg nach unten                      |

Außerhalb Mittel- und Osteuropas finden sich auch abweichende Farbgebungen, die in mehreren Wappen auftauchen und namentlich genannt werden. Bei den unten aufgeführten Farbtönen hat sich keine einheitliche Schraffur durchgesetzt.
| Farbe | Deutsch    | Französisch | Englisch     | Anmerkungen | Schraffur                                                                    |
| ----- | ---------- | ----------- | ------------ | --- | ---------------------------------------------------------------------------- |
|       | Maulbeer   | mûre        | murrey       | Maulbeer entspricht einem dunklen Violett, dunkler als Purpur. Der Farbton erscheint meist eher rötlich, manchmal bräunlich.                                                                          | englisch: diagonal gekreuzt (wie deutsch bei Blutrot)                        |
|       | Blutrot    | sanguine    | sanguine     | | englisch: Linien waagerecht und schräg nach unten deutsch: diagonal gekreuzt |
|       | Himmelblau | céleste     | bleu-céleste | Celeste entstammt der italienischen Heraldik und hat sich bis in die englische Heraldik ausgebreitet. Es tritt häufig als Farbe von Waffen auf und ersetzt so das graue Eisen der deutschen Heraldik. |                                                                              |
|       | Orange     | orangé      | orange       | Orange tritt vor allem als Kontrast in Pelzwerken auf | deutsch: Linien senkrecht und schräg nach oben, also gespiegelt von Braun    |

### Pelzwerke

Einige Pelzwerke:
1 Hermelin
2 Wolkenfeh
3 Zinnenfeh
4 Eisenhut

Heraldisches Pelzwerk, auch Kleinspalt, ist die Musterung zur Darstellung von Pelzen. Sie geht zurück auf die Vorliebe für kostbare Pelze im Mittelalter. Nachweisbar ist die Vorliebe der Franken für Marder- und Fischotterfelle. Auch bei den Engländern hatten Felle eine große Bedeutung, was sich noch heute in den Wappen niederschlägt, denn die Pelze ergänzten nicht nur die Kleidung, sondern wurden auch an den Schilden angebracht. Ulrich von Liechtenstein (* um 1200; † 1275) ließ seinen Schild mit Hermelin überziehen. Später wurde das Fell auf dem Schild bzw. dem Wappen nur noch stilisiert dargestellt.
Das heraldische Pelzwerk ist in vier Gruppen eingeteilt und zwar in Kürsch, Hermelin, Feh und das wohl seltenste, Plumeté.
- Kürsch, auch Grauwerk, ist die wohl einfachste Form von Pelzwerk
- Das Feh ist aus den Fellen des grauen Eichhörnchens zusammengesetzt. Es erscheint in der Heraldik in der welligen Form des Wolkenfehs oder in der eckigen Form des Eisenhutfehs (Eisenhütlein, Hutfeh). Die normale Färbung des Fehs ist blau und weiß, auch nur als Fellwerk bezeichnet. Formen sind auch Zinnenfeh, Krückenfeh, Pfahlfeh, Wogenfeh, Sturzfeh, Schmetterlingsfeh und Gegenfeh. Werden gleichzeitig drei oder vier Farben in der Feh verwendet, entsteht die Buntfeh.
- Hermelin ist aus den Hermelinfellen hervorgegangen, wobei die schwarzen Schwänzchen meist stark stilisiert sind. Beim Gegenhermelin ist das Fell schwarz und die Schwänzchen sind silbern.
- Plumeté[6] oder mit Federn gerautet stellt Federwerk dar

Die Pelzwerke können sowohl mit Metallen und Farben gemeinsam verwandt werden, sie sind ihnen gegenüber „neutral“ und völlig gleichgesetzt.

Bregenzer Wappen: Zwischen zwei Streifen aus Kürsch ein aus Hermelin bestehender Pfahl.
Länderwappen des Burgenlands mit dreimal von Rot und Kürsch gespaltenem, golden eingefasstem Schild.
Hochmeister-Wappen des Walther von Cronberg, u. a. blaue Eisenhutfeh.
Wappen der Bretagne, Hermeline
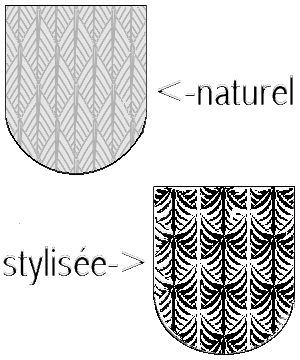
Plumeté
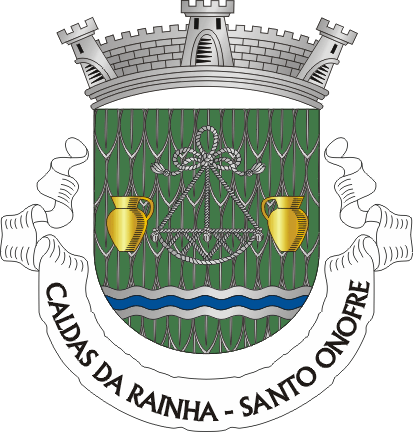
Grünes Plumeté im Wappen der portugiesischen Gemeinde Santo Onofre

### Fischhaut
Fischhaut ist eine seltene Tinktur. Diese Musterung im Wappen ähnelt dem Pelzwerk. Fischhaut wird durch einen Überzug mit Fischschuppen dargestellt: auf einem Balken, einem Pfahl usw., auf Figuren wie Nixen und Meerfrauen, oder ein Feld im Wappen wird vollständig mit Fischschuppen belegt. Die Wappenfiguren werden blasoniert als „mit Fischhaut überzogen“ oder „geschuppt“. Alle Farben sind möglich. Ein Beispiel ist das Stammwappen des Adelsgeschlechts Tattenbach.

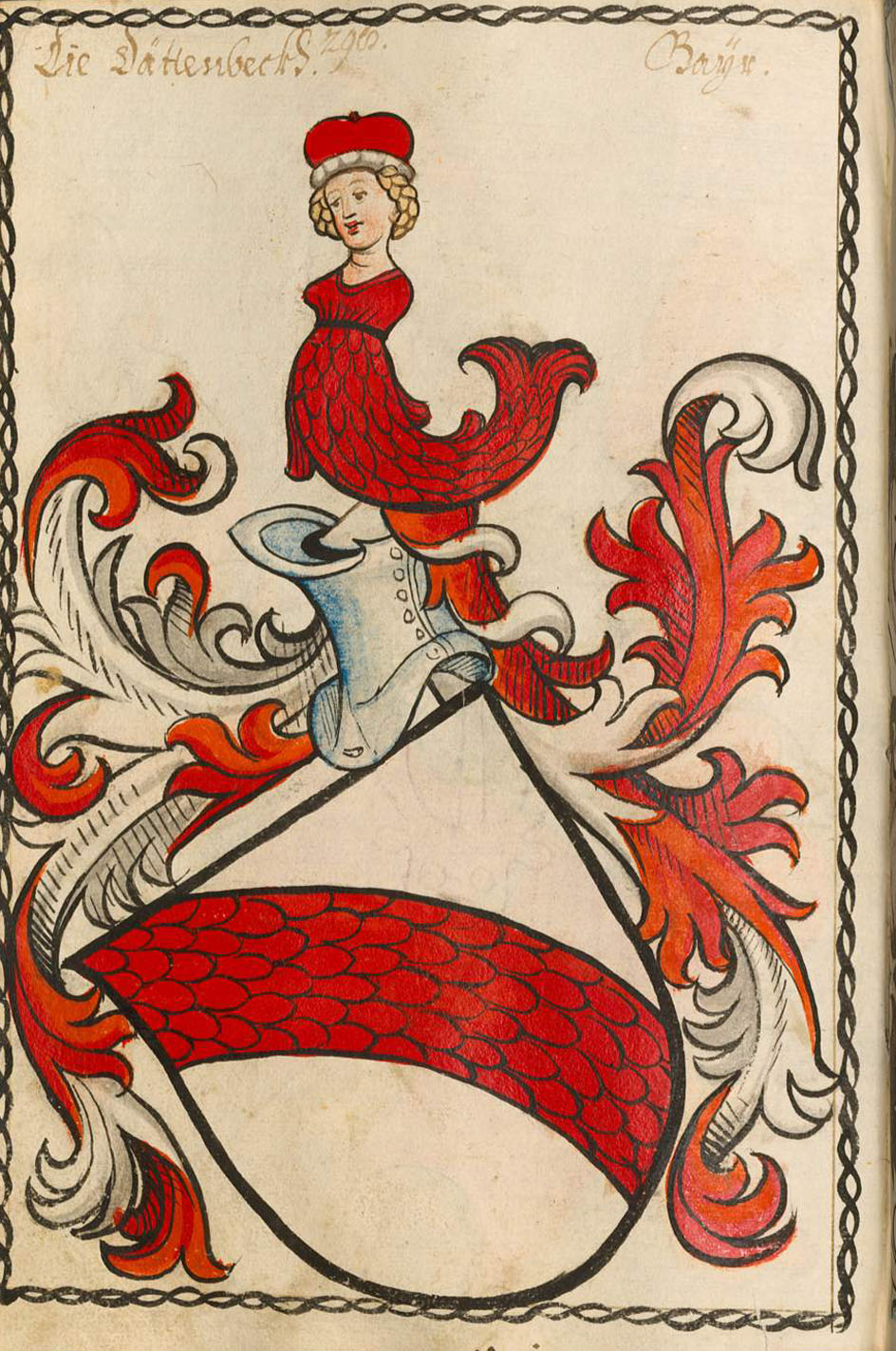
Stammwappen der Tattenbach (Scheiblersches Wappenbuch)
Wappen von Malgersdorf

## Nichtfarbige Darstellung von Wappen
Zur Kennzeichnung von Farben in schwarz-weißen Darstellungen werden üblicherweise Schraffuren verwendet. In den ältesten Wappenkodizes kannte man diese Möglichkeit noch nicht und verwendete stattdessen Symbole oder Abkürzungen mit Buchstaben, etwa G. für Gold.

### Schraffur

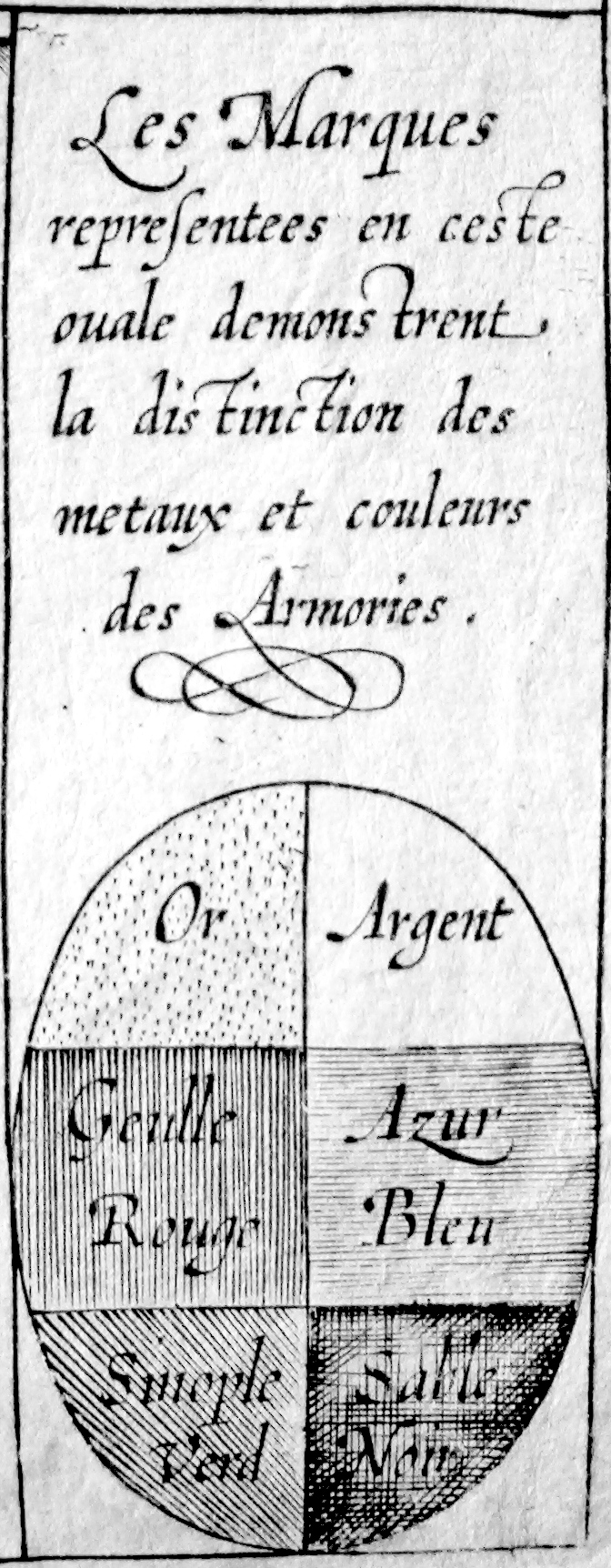
Die erste Legende für Schraffuren (Zangrius, 1600). Außer bei Schwarz (im Bild rechts unten) sind es die noch heute üblichen Schraffuren.

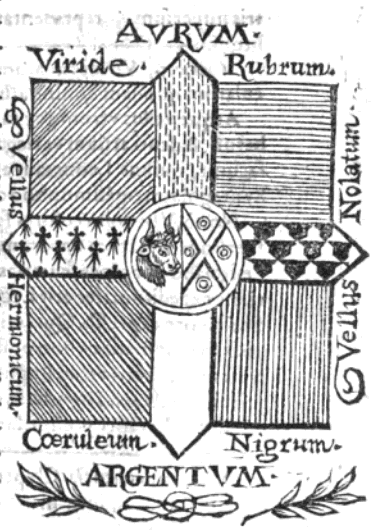
Das System von Aegidius Gelenius (Köln, 1645, S. 121) mit lateinischer Beschriftung. Oben Grün und Rot, unten Blau und Schwarz. Die senkrechten Pfeile stellen Gold und Silber dar, die waagerechten Pfeile Pelzwerke.

Frühe Systeme der Schraffur (1600 bis 1654). Der Vergleich zeigt, dass es anfangs erhebliche Abweichungen gab. Bei Gold (ganz links) zeigt sich aber schon weitgehend Übereinstimmung, bei Silber (zweite Spalte) völlige Übereinstimmung. In den ersten drei Zeilen stimmen darüber hinaus auch die Schraffuren für Rot, Blau und Grün überein.

Schraffur dient dazu, die Farben (Tinkturen) bei der schwarz-weißen Darstellung von Wappen anzugeben. Zu den einzelnen Schraffuren siehe die Tabellen im Abschnitt Tinktur, jeweils das Feld ganz links. Ein Beispiel:

Vergleich Farbe ./. Schraffur
Farbige Darstellung eines Wappens
Schwarz-weiße Darstellung mit Schraffuren: senkrechte Linien für Rot, gepunktet für Gold

Jan Baptist Zangrius aus Flandern († 1606 in Leuven) gilt als Erfinder der heutigen heraldischen Schraffuren. Die sechs Schraffuren auf seiner Karte der Wappen von Brabant aus dem Jahr 1600 (siehe Bild rechts) entsprechen bereits den heute üblichen, außer einem einzelnen Unterschied bei Schwarz. Ein zweites frühes System der Schraffierung zum Zweck der Farbenbezeichnung, entwickelt von Jacob Francquart aus Brüssel und mit mehreren Abweichungen von Zangrius, stammt aus dem Jahr 1623. Das von der Heraldik aller europäischen Staaten adoptierte, jetzt noch gültige System findet sich zuerst 1634/1638 bei dem römischen Jesuiten Silvester a Petra Sancta: Schwarz als Gitter aus waagerechten und senkrechten Linien, ansonsten die Schraffuren wie schon bei Zangrius.

### Symbole
Statt Schraffuren wurden auch astronomische Symbole verwendet. Etwa um 1600 verwendete der Engländer Speelmann diese Zeichen.

Sonne für Gold
Mond für Silber
Mars für Rot
Jupiter für Blau
Saturn für Schwarz
Venus für Grün
Merkur für Purpur

Das sind die üblichen Farbzuschreibungen des alchemischen Gebrauchs, wie sie in dieser Zeit allgemein üblich waren, mit Ausnahme von Merkur (Quecksilber), der üblicherweise Glanz repräsentiert – nach den frühen Farbtheorien als solches nicht von den Farben unterschieden.

## Heraldische Farbregel
Die heraldische Farbregel besagt: Metalle dürfen nicht an Metalle grenzen, Farben nicht an Farben. Durch das Gegeneinandersetzen von Metallen und Farben in einem Wappen wird eine starke Kontrastwirkung erreicht, die das Wappen schon aus großer Entfernung erkennbar macht. Dies war im Mittelalter nötig, um das Gegenüber schon aus weiter Entfernung identifizieren zu können.
Ein Verstoß gegen die Farbenregel findet sich in vielen Studentenwappen.

Verstoß gegen die Farbenregel am Beispiel des Wappens von Niederbachem
Heraldisch korrekter Entwurf

### Bewährte Farbkombinationen
Das Nebeneinanderstellen von Farbe und Metall gemäß der Farbregel soll für einen guten Kontrast sorgen. Vier Farben (Rot, Blau, Schwarz und Grün) und zwei Metalle (Gold und Silber) ermöglichen insgesamt acht Kombinationen von einer Farbe mit einem Metall. Jedoch ist der entstehende Kontrast nicht bei allen Kombinationen gleichermaßen überzeugend.
Ein Vergleich von Farbkombinationen auf Wappen oder heutigen Hinweisschildern (auf denen Weiß und Gelb anstelle von Silber und Gold verwendet werden) gibt Anhaltspunkte für die Kontraststärke. Die Kombination von Weiß mit Grün ergibt einen etwas schwächeren Kontrast als die Kombinationen mit den dunkleren Farben Rot, Blau und Schwarz.
|  |  |  | Rot und Weiß     |
|  |  |  | Blau und Weiß    |
|  |  |  | Schwarz und Weiß |
|  |  |  | Grün und Weiß    |
|  |  |  | Rot und Gelb     |
|  |  |  | Schwarz und Gelb |

Die beiden verbleibenden Kombinationen sind Blau und Gelb (wie im Wappen von Cremlingen) sowie Grün und Gelb (wie im Wappen von Rudolstadt). Insbesondere die Kombination Grün und Gelb (bzw. Gold) ergibt wegen ähnlicher Helligkeit einen schlechten Kontrast. Die geringere Eignung der Kombinationen mit Grün, insbesondere von Grün und Gold, wird gestützt durch eine statistische Auswertung von mehr als 20.000 Wappen, in denen genau eine Farbe und ein Metall enthalten sind. Das Ergebnis:
| Kombination        | Anzahl |
| ------------------ | ------ |
| Rot und Silber     | 6914   |
| Blau und Gold      | 4365   |
| Schwarz und Gold   | 3655   |
| Blau und Silber    | 2900   |
| Rot und Gold       | 2714   |
| Schwarz und Silber | 2398   |
| Grün und Silber    | 816    |
| Grün und Gold      | 469    |

Die Kombinationen mit Grün sind mit Abstand die seltensten. Die Häufigkeiten lassen sich aber nicht allein mit der Kontrastwirkung erklären. Obwohl Schwarz und Weiß bekanntlich den besten Kontrast bieten (fast alle Texte werden schwarz auf weiß gedruckt), ist die analoge Kombination Schwarz und Silber nur mäßig beliebt, wohl deshalb, weil es ihr an Farbigkeit mangelt. Verschiedene statistische Auswertungen zeigen eine bestimmte Rangfolge der Beliebtheit der vier Farben: Rot wird am häufigsten verwendet, dann folgen Blau, Schwarz und Grün.

### Notwendige Ausnahmen von der Farbenregel

Wappen von Senden (Westfalen): Der rote Turnierkragen liegt vor der grünen Linde

Bundeswappen Deutschlands: Die rote Bewehrung am schwarzen Bundesadler gilt nicht als Regelverstoß

Komplexe Wappen: Mit nur zwei bzw. drei Tinkturvarianten (Farben und Metalle, ggf. Pelzwerk) lassen sich nicht alle Teilungen und Figuren streng nach der Farbenregel gestalten. Mit der Entfaltung und Verbreitung der Wappen entstanden immer komplexere Motive, in denen sich Aufweichungen der Farbenregel nicht umgehen ließen. Als Grundsatz gilt, dass die Farbenregel desto strikter einzuhalten ist, je schlichter das Wappen gestaltet ist (insbesondere bei Heroldsbildern).
Überlagerung von Motiven: Grundsätzlich wird das großflächige Aneinandergrenzen von Farbe an Farbe bzw. Metall an Metall zwar vermieden. Überdeckungen sind aber erlaubt und gelten nicht als Bruch der Farbenregel, da das überdeckende Motiv als vor oder über dem Hintergrund liegend aufgefasst wird. Ein Beispiel ist das Wappen von Senden (Westfalen), bei dem eine grüne Linde in Silber von einem roten, vierlätzigen Turnierkragen überzogen wird.
Kleine Details: Auch bei kleineren Details, wie der Bewehrung gemeiner Figuren, versucht man zwar, wo möglich, der Farbenregel zu entsprechen. Man duldet aber eine von der Notwendigkeit diktierte lockerere Handhabung, z. B. beim deutschen Bundesadler.
Wappenvereinigung: Bei der Zusammenführung mehrerer Wappen in ein einziges, etwa bei der Heirat zweier Adeliger, wird die Farbenregel nur innerhalb der einzelnen Wappen betrachtet. Verstöße, die sich erst durch die Wappenvereinigung ergeben, gelten nicht als Regelbruch.

### Rätselwappen
Wappen, deren Farben sich aufgrund von Oxidation, Ausbleichen oder Verlust einer Farbschicht erheblich verändert haben, werden als „Rätselwappen“ bezeichnet. Insbesondere die technischen Schwierigkeiten der Wiedergabe von Silber und Gold haben zu heraldischen Irrtümern Anlass gegeben. Silber wird durch Oxidierung leicht schwarz, oder die übliche Untermalung von Silber mit Blau konnte mit der Zeit hervortreten. Das Blattgold, das ursprünglich mit Mennige unterlegt werden musste, blätterte oft ab und hinterließ dann nur die rote Grundfarbe. Solche farblichen Veränderungen können einen scheinbaren Verstoß gegen die Farbenregel zur Folge haben, da jeweils ein Metall (Silber bzw. Gold) durch eine Farbe (Schwarz, Blau, Rot) ersetzt wird.

### Bewusste und historisch akzeptierte Verletzungen
Wappen, die die Farbregel auf eine Weise verletzen, die keine der genannten Ausnahmen erfüllt, werden in der Heraldik gelegentlich als armes à enquérir (französisch: Wappen zum Nachfragen) bezeichnet: Der Betrachter stellt sich angesichts der fast universellen Beachtung der Farbregel die Frage, wie es zu dieser Verletzung kommen konnte. In ganz seltenen Fällen kann es passieren, dass die Verletzung der Farbregel als Folge einer langanhaltenden Praxis eines besonders herausgehobenen Wappenträgers heraldisch akzeptiert wird. Das bekannteste Beispiel ist das Wappen des mittelalterlichen Königreichs Jerusalem (goldene Kreuze auf Silber). Auch die Flagge des Vatikans (Gold und Silber nebeneinander) fällt in diese Kategorie.

### Weitere Farbregel
Früher gab es noch eine weitere Richtlinie: Ein Wappen solle nicht mehr als zwei der insgesamt sechs Farben und Metalle (Schwarz, Rot, Blau, Grün, Gold, Silber) enthalten, weil mehr Farben in einem Wappen den Eindruck von „Unbeständigkeit“ erzeugen. Zusammen mit der oben genannten heraldischen Farbregel bedeutet das: Ein Wappen solle nur eine der vier Farben Schwarz, Rot, Blau oder Grün verwenden, kombiniert mit nur einem „Metall“ (Gold oder Silber).
Die Betrachtung realer Wappen zeigt jedoch, dass diese Richtlinie keine strenge Regel ist, sondern eher ein puristisches Ideal. Die statistische Auswertung einer sehr großen Stichprobe ergab zum Beispiel folgende Zahlen: insgesamt 30.536 Wappen, in denen Rot und Silber enthalten ist, aber nur 6.914 zweifarbige Wappen mit Rot und Silber. Oder insgesamt 10.772 Wappen, in denen Grün und Silber enthalten ist, aber nur 816 zweifarbige Wappen mit Grün und Silber. Die Zahl der „idealen“ zweifarbigen Wappen ist also in Wirklichkeit deutlich kleiner als die jener Wappen, in denen noch mindestens eine weitere Farbe hinzutritt.